# Regio (planetaire geologie)
Een regio (meervoud: regiones) duidt in de planetaire geologie in het algemeen op een uitgestrekt gebied van homogeen albedo en dat onderscheiden wordt van het omringende terrein. Soms is dit alleen een gebied met een bepaalde en homogene kleur of topografie die het onderscheidt van aangrenzende regio's.
De Internationale Astronomische Unie (IAU) gebruikt deze term op de planeet Venus, de Galileïsche manen Io, Europa en Ganymedes van Jupiter, de manen Iapetus en Phoebe van Saturnus, de maan Miranda van Uranus, de maan Triton van Neptunus en de asteroïden Ida, Eros, Gaspra en Itokawa.

## Lijst van regio's op Venus
| Naam           | Diameter (km) | Jaartal | Genoemd naar                                            |
| -------------- | ------------- | ------- | ------------------------------------------------------- |
| Alpha Regio    | 1897          | 1979    | Alpha, de eerste letter van het Grieks alfabet          |
| Asteria Regio  | 1131          | 1982    | Asteria, Griekse titaan.                                |
| Atla Regio     | 3200          | 1982    | Atla, een reuzin en watergodin in de Noordse mythologie |
| Bell Regio     | 1778          | 1982    | Bell, Engelse reuzin.                                   |
| Beta Regio     | 2869          | 1979    | Beta, de tweede letter van het Grieks alfabet           |
| Dione Regio    | 2300          | 1991    | Dione, Griekse titaan                                   |
| Dsonkwa Regio  | 1500          | 1997    | Dsonkwa, kwakiutl bosreuzin.                            |
| Eistla Regio   | 8015          | 1982    | Eistla, reuzin uit de Noordse mythologie.               |
| Hyndla Regio   | 2300          | 1991    | Hyndla, bosreuzin uit de Noordse mythologie             |
| Imdr Regio     | 1611          | 1982    | Imdr, reuzin uit de Noordse mythologie                  |
| Ishkus Regio   | 1000          | 1997    | Ishkus, makah bosreuzin.                                |
| Laufey Regio   | 2100          | 2000    | Laufey, reuzin uit de Noordse mythologie                |
| Neringa Regio  | 1100          | 1997    | Neringa, zeereuzin uit de litouwse mythologie           |
| Ovda Regio     | 5280          | 1982    | Van het Hebreeuwse ovda, wat "het feit" betekent        |
| Phoebe Regio   | 2852          | 1982    | Phoebe, Griekse titaan                                  |
| Tethus Regio   |               | 1982    | Tethus, Griekse titaan                                  |
| Themis Regio   | 1811          | 1982    | Themis, Griekse titaan                                  |
| Thetis Regio   | 2801          | 1982    | Thetis, Griekse titaan                                  |
| Ulfrun Regio   | 3954          | 1982    | Ulfrun, reuzin uit de Noordse mythologie                |
| Vasilisa Regio | 1200          | 1997    | Vasilisa, een heldin uit een Russisch sprookje          |